# When Innocence Is Lost
When Innocence Is Lost is een Amerikaanse televisiefilm uit 1997 onder regie van Bethany Rooney.

## Plot
Erica groeit op als de dochter van een alleenstaande moeder en gedraagt zich als tiener als rebel. Als ze zeventien jaar oud is raakt ze zwanger van Scott Stone, een klasgenoot. Haar ouders raden haar aan een abortus te laten plegen, maar zij is vastberaden het kind te houden. Na de bevalling verandert ze in een goede moeder die geen rebels gedrag meer vertoont. Aanvankelijk wil Scott niets te maken hebben met zijn kind, maar op een gegeven moment krijgt hij toch de behoefte zijn dochter Molly te leren kennen.
Erica weet dat Scott geen ideale vader is, maar vindt dat haar dochter niet in een gebroken gezin opgevoed hoort te worden en staat Scott toe haar regelmatig te bezoeken. Hier komt verandering aan als hij agressief gedrag begint te vertonen, dat is veroorzaakt door Erica's sterke wil om te studeren en een carrière op te bouwen. Scott is een traditionele jongeman die vindt dat een vrouw niet zowel moeder als carrièrevrouw kan zijn. Zij sluit hem uit haar leven als hij agressief wordt en haar van de trap duwt.
Niet veel later haalt Erica haar schooldiploma en begint een veelbelovende studie. In deze tijd brengt haar dochter haar tijd bij de crèche door. Op een dag ontvangt ze een brief van Scott, die haar aanklaagt en volledige voogdij over het kind wil. In de rechtszaak wordt de nadruk gelegd op het feit dat het kind in een bekende omgeving op hoort te groeien en daarom beter thuis is bij een familie dan een kinderdagverblijf. Erica kan de aanvallen van Scotts advocate dat ze niet geschikt is als moeder maar moeilijk verwerken en stort uiteindelijk volledig in.
Het resultaat is dan ook dat Scott de voogdij krijgt. Erica geeft de moed volledig op, totdat ze op het nieuws een advocate het oordeel aanvalt en zegt dat het een schande is dat een kind niet thuishoort bij een crèche. Samen met haar hulp gaat Erica in hoger beroep en mag uiteindelijk de voogdij over Molly houden. Aan het einde wordt bekendgemaakt dat ze gestopt is met haar studie om weer bij haar moeder in te trekken. Erica heeft ervoor besloten dat Scott nog steeds een rol mag blijven spelen in zijn dochters leven.

## Rolbezetting
| Acteur             | Personage        |
| ------------------ | ---------------- |
| Keri Russell       | Erica French     |
| Jill Clayburgh     | Susan French     |
| Vince Corazza      | Scott Stone      |
| Julie Khaner       | Erica's advocate |
| Charlotte Sullivan | Annie French     |
| Roberta Maxwell    | Cynthia Adams    |
| Barry Flatman      | David Trask      |
| Nicole de Boer     | Nancy            |
| Neil Dainard       | Rechter Carter   |
| John Neville       | Meneer Laurence  |
| Mary Wickes        | Tante March      |